# Viktorija Amelinová
Viktorie Jurijevna Amelinová (ukrajinsky Вікторія Юріївна Амеліна; 1. ledna 1986 Lvov – 1. července 2023 Dnipro) byla ukrajinská spisovatelka. Byla autorkou dvou románů a knihy pro děti, držitelkou literární ceny Josepha Conrada (udělované Polským institutem v Kyjevě ukrajinským autorům mladším 40 let) a finalistkou Ceny Evropské unie za literaturu.

## Život a dílo
Narodila se v západoukrajinském Lvově v tehdejší Ukrajinské SSR. V mládí se s otcem přestěhovala do Kanady, brzy nato se však vrátila na Ukrajinu. Na Národní polytechnické univerzitě Lvov vystudovala počítačové technologie a v letech 2005–2015 pak pracovala v různých nadnárodních technologických společnostech.
Svůj knižní debut Listopadový syndrom (Синдром листопаду, або Homo Compatiens) vydala v roce 2014; román se zabývá událostmi Euromajdanu z roku 2014. V roce 2016 vydala knížku pro děti Хтось, або водяне серце a v roce 2017 pak svou třetí a poslední knihu, román Дім для Дома o sovětském plukovníkovi, jenž v devadesátých letech 20. století obýval společný byt s polským spisovatelem a filozofem Stanisławem Lemem. Za svou poslední knihu byla Amelinová (kromě jiných cen) v roce 2019 nominována na Cenu Evropské unie za literaturu. Byla členkou Mezinárodního PEN klubu.
V češtině vyšly úryvky z jejího prvního románu a povídky Bezejmenní a Mariina předtucha, ve slovenštině pak vyšla její kniha pro děti s vlastními ilustracemi, a to pod názvem Ktosi alebo Vodné srdce (Občianske združenie Slniečkovo 2020).
Po roce 2022 spolupracovala s ukrajinskými týmy dokumentujícími ruské válečné zločiny v souvislosti s invazí na Ukrajinu. Zemřela v červenci 2023 na následky zranění po ruském raketovém útoku na pizzerii ve městě Kramatorsk 27. června téhož roku.